# Filialkirche Potschling

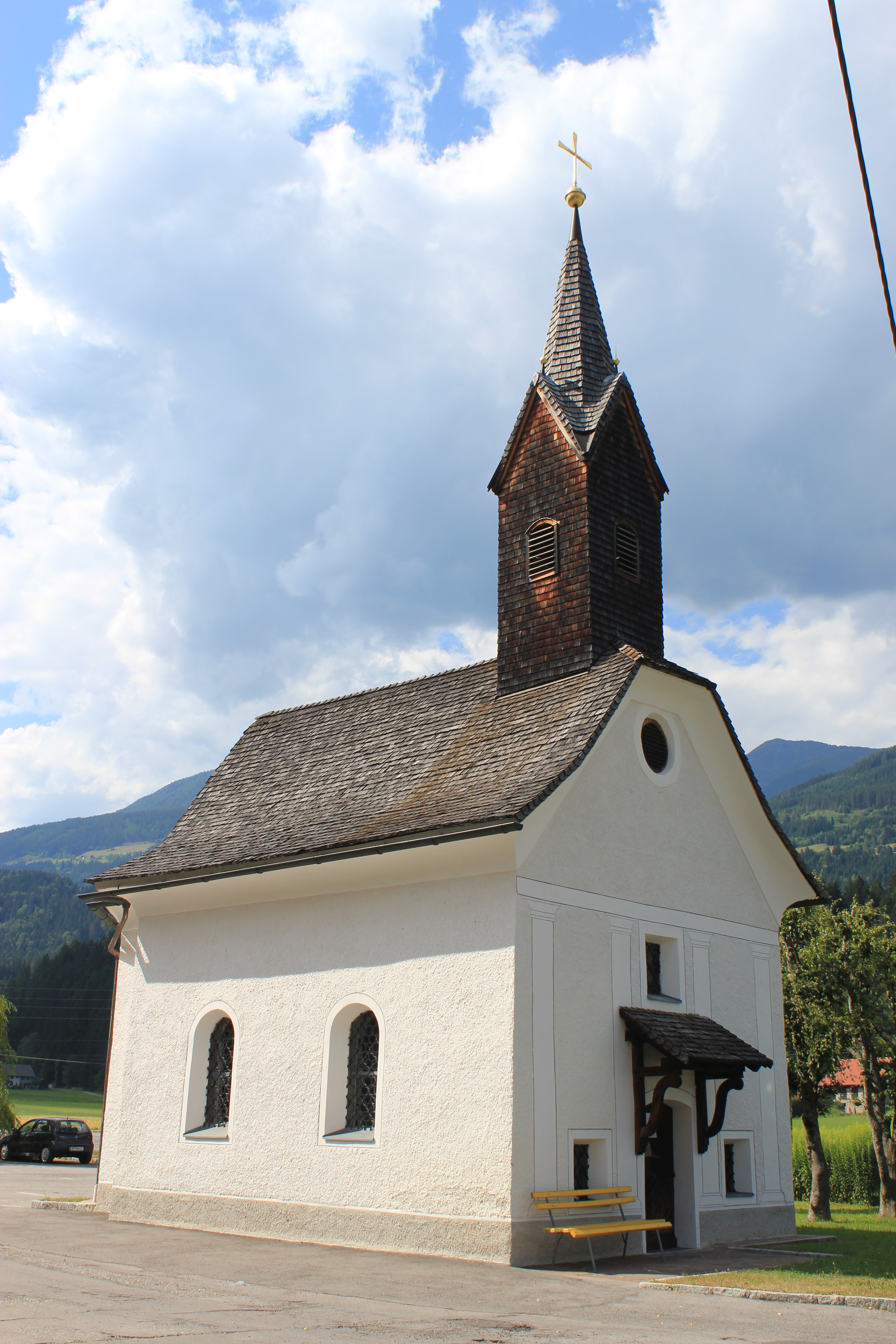

Die römisch-katholische Filialkirche Potschling in der Gemeinde Irschen ist Christus Salvator geweiht und gehört zur Pfarre Irschen. Die Kirche wurde 1783 errichtet und 1800 eingeweiht. Das Gebäude steht unter Denkmalschutz (Listeneintrag).
Der Standort kann auf eine Bischofskirche der Spätantike an der Via Iulia Augusta zurückzuführen sein.

## Beschreibung
Das Gotteshaus ist ein nach Westen ausgerichteter spätbarocker Bau mit einem eingezogenen Fünfachtelchor. Die Ostfassade wird von vier Lisenen und einem Gebälksband gegliedert. Darüber erhebt sich ein hölzerner Dachreiter mit einem spitzen Helm.
Der Innenraum ist das mit Pilastern gegliederte Langhaus. Es besitzt Rundbogenfenster und eine stuckierte Flachdecke. Der korbbogenförmige Triumphbogen verbindet das Langhaus mit dem Chor.
Der spätbarocke Altar birgt in der Mittelnische einen Schmerzensmann. Die vollplastische Wiedergabe der heiligen Dreifaltigkeit in der Aufsatznische wird von den Figuren der Heiligen Franz von Assisi und Antonius von Padua flankiert. Seitlich stehen auf Konsolen die Statuen des heiligen Johannes Nepomuk und wohl des heiligen Bonaventura oder eines anderen Franziskanerheiligen.
Zur weiteren Ausstattung der Kirche zählen eine Kopie der Mariazeller Madonna aus dem 19. Jahrhundert, eine um 1850 von Jakob Kreisnegger geschaffene Schutzengelgruppe und eine Statue der Maria Immaculata sowie Bilder der Heiligen Isidor und Josef.